# Albert Fert
Pour les articles homonymes, voir Fert (homonymie).
Albert Fert, né le 7 mars 1938 à Carcassonne, est un physicien français, spécialiste de physique de la matière condensée, professeur émérite à l’université Paris-Sud. Il est lauréat avec Peter Grünberg du prix Nobel de physique de 2007 « pour la découverte de la magnétorésistance géante » en 1988.

## Biographie

### Famille
Albert Fert est né le 7 mars 1938 à Carcassonne dans l’Aude. Ses parents étaient respectivement professeur de physique à l’université et enseignante en économie en lycée. Il est marié et a deux enfants.

### Jeunesse
Durant les deux premières années de sa vie, Albert et sa famille vivent à Toulouse. Lorsque la guerre éclate en 1939, son père est mobilisé et fait prisonnier en 1940. Albert et son frère André sont alors envoyés chez leurs grands-parents à Montclar, dans l’Aude, où ils resteront jusqu’à la fin de la guerre tandis que leur mère reste sur Toulouse mais vient les voir tous les week-ends.
En juin 1945, après la Libération et le retour de Charles Fert (père d’Albert), la famille retourne vivre à Toulouse. Tout en continuant d’enseigner, Charles Fert finit sa thèse et, après sa soutenance, est nommé professeur à l’université de Toulouse où il s’illustre dans le domaine de la microscopie électronique. Son penchant pour la rigueur intellectuelle a eu une grande influence sur son fils Albert et sur son approche des mathématiques et de la physique. Durant sa scolarité au lycée Pierre-de-Fermat, Albert s’intéresse également à la littérature, aux arts et au rugby. Il obtient son baccalauréat à l’âge de dix-sept ans en 1955.

### Formation
Après le baccalauréat, Albert Fert prépare au lycée Pierre-de-Fermat de Toulouse le concours d’entrée à l’École normale supérieure (ENS) où il est admis en 1957. Ses années à l’ENS sont une période très intense de sa jeunesse. Il y suit les cours de grands physiciens comme Alfred Kastler ou Jacques Friedel, et se passionne pour la photographie et le cinéma (il est un grand admirateur de l'œuvre d'Ingmar Bergman), réalise un film, et devient aussi fan de jazz qu’il écoute dans le quartier Saint-Germain-des-Prés.
À sa sortie de l’ENS, il est assistant à l’université de Grenoble, et obtient en 1963 un doctorat de 3e cycle de l’université de Paris grâce à une thèse préparée à l’institut d’électronique fondamentale de la faculté des sciences d'Orsay et au laboratoire de spectrométrie physique de la faculté des sciences de Grenoble.
À son retour du service militaire en 1965, il est maître-assistant à la faculté des sciences d’Orsay de l’université Paris XI, et prépare sous la direction de Ian Campbell au sein du Laboratoire de physique des solides de la faculté un doctorat ès sciences physiques consacré aux propriétés de transport électrique dans le nickel et le fer, qu’il soutient en 1970.

## Carrière professionnelle

### Parcours
Après sa thèse en 1970, Albert Fert est maître-assistant à l’université Paris XI et dirige une équipe au Laboratoire de physique des solides. Il est nommé Professeur à l’université Paris XI en 1976. En 2017, il est toujours professeur émérite de cette université. Sa collaboration avec le Laboratoire central de recherche du groupe Thomson-CSF (aujourd’hui groupe Thales) le conduit à être l’un des fondateurs en 1995 de l’Unité mixte de physique CNRS/Thomson-CSF (devenue Unité mixte de physique CNRS/Thales en 2000) dont il est le directeur scientifique en 2017.

### Recherche scientifique: Albert Fert et le développement de la spintronique
La spintronique ou électronique de spin, peut se décrire comme un nouveau type d’électronique qui utilise non seulement la charge des électrons, comme l’électronique conventionnelle, mais aussi leur spin, ou moment magnétique (intrinsèque). Plus précisément, la spintronique exploite l’influence de l’orientation du spin des électrons sur la conduction électrique. Cette influence avait été démontrée dans la thèse d’Albert Fert et d’autres travaux précurseurs de la spintronique avaient été développés par la communauté scientifique dans les années 1970, avec les travaux de Tedrow et Merservey (1971), puis ceux de Michel Jullière avec un article publié en 1975 montrant un effet précurseur de la magnétorésistance à effet tunnel (TMR). Cependant la découverte du phénomène de la magnétorésistance géante et l’essor de la spintronique ne fut possible qu’avec l’arrivée des nanotechnologies dans les années 1980. Albert Fert initie alors une collaboration avec Thomson-CSF pour la fabrication de multicouches magnétiques par la technique d’épitaxie par jets moléculaires et cette collaboration aboutit à la découverte de la magnétorésistance géante (GMR). Peter Grünberg à Juliers (Jülich en Allemagne) la découvre de manière indépendante quelques mois plus tard. L’article Giant Magnetoresistance of (001)Fe/(001)Cr Magnetic Superlattices publié par Albert Fert et son équipe en 1988 est considéré comme l’acte de naissance de la spintronique. En 2018, ISI Web of Knowledge référence plus de 6 000 citations pour ce même article. La GMR a révolutionné la technologie de lecture des disques durs et ouvert la voie vers leur miniaturisation et implémentation dans l’électronique nomade. D'autre applications sont ensuite venues du développement de la spintronique et, par exemple, les mémoires STT-RAM utilisent la magnétorésistance de jonctions tunnel magnétiques (TMR) et le phénomène de transfert de spin (STT).
La spintronique est devenue depuis 1988 un domaine important de la recherche en physique de la matière condensée. L’équipe d’Albert Fert, notamment après la création de l’Unité Mixte de Physique associant le CNRS et l'industriel Thales, a eu des contributions significatives à son développement. On peut citer les premières mesures de magnétorésistance sur des jonctions magnétiques à barrière de MgO (le type de jonction aujourd’hui utilisé dans de nombreux dispositifs), des travaux pionniers sur la commutation d’aimantation ou le déplacement de parois magnétiques par transfert de spin, ou encore des travaux sur le transport de spin dans des nanotubes de carbone ou du graphène. Sur le plan de la théorie, Thierry Valet et Albert Fert sont les auteurs d’un modèle qui a introduit en spintronique les concepts fondamentaux d’accumulation de spin et de courant de spin (plus de 1000 citations en 2017 pour leur article de 1993). Le développement actuel de recherches sur les solitons magnétiques topologiques appelés « skyrmions » est aussi basé en partie sur le concept d'interaction chirale entre spins aux interfaces de films magnétiques introduit par Albert Fert en 1990. L'étude de skyrmions dans des multicouches magnétiques est depuis 2013 une activité importante d'Albert Fert et de ses collègues de l'Unité Mixte de Physique. Leur programme de recherche comprend également l'étude d'autres phénomènes liés à des effets de topologie, comme la conversion entre courants de spin et de charge par les états de surface d'un « isolant topologique ».

## Engagement politique
Albert Fert participa à la pétition demandant « le retrait » de la « circulaire Guéant » qui empêche nombre de diplômés étrangers de rester travailler en France. Il parraina une étudiante étrangère menacée par la circulaire.

## Distinctions

### Prix Nobel
Albert Fert et Peter Grünberg ont obtenu le Prix Nobel de physique 2007 pour la découverte de la magnétorésistance géante et leurs contributions au développement de la spintronique,.

### Prix scientifiques
- 1994 : James C. McGroddy Prize for New Materials de la Société américaine de physique, partagé avec Peter Grünberg et S.S.P. Parkin
- 1994 : Magnetism Prize  de l’Union internationale de physique pure et appliquée, partagé avec Peter Grünberg
- 1994 : prix Jean-Ricard  de la Société française de physique
- 1997 : EPS Europhysics Prize (en) de la European Physical Society, partagé avec Peter Grünberg et S.S.P. Parkin
- 2003 : médaille d'or du CNRS[19]
- 2007 : prix japonais
- 2007 : prix Wolf de physique de la Fondation Wolf, partagé avec Peter Grünberg
- 2014 : prix Gay-Lussac Humboldt

### Sociétés savantes
- 2004 : élu à l’Académie des sciences le 30 novembre 2004[20]
- 2008 : Académie des technologies
- 2009 : Academia Europaea

### Décorations
Le 6 avril 2012, Albert Fert est directement nommé au grade de commandeur dans l'ordre national de la Légion d'honneur au titre de « prix Nobel de physique, professeur émérite des universités, membre de l'Académie des sciences ; 47 ans de services ». Il est fait commandeur de l'ordre le 13 novembre 2012 dans son laboratoire de recherche, par Geneviève Fioraso, ministre de l’Enseignement supérieur et de la Recherche. Le 29 décembre 2022, il est élevé à la dignité de grand officier dans l'ordre au titre de « physicien, prix Nobel de physique, membre de l'Académie des sciences ».
Après obtenu le prix Nobel de physique le 10 décembre 2007, Albert Fert est directement élevé à la dignité de grand officier dans l'ordre national du Mérite le 30 janvier 2008 au titre de « prix Nobel de physique ; 45 ans de services civils et militaires ». Il est élevé à la dignité de grand-croix dans l'ordre le 20 novembre 2015.

### Hommages
Albert Fert a obtenu de nombreux doctorats honoris causa :
- Université technique de Kaiserslautern ( Allemagne)
- Université de Zagreb ( Croatie)
- Université fédérale du Rio Grande do Sul ( Brésil)[25]
- Université du Pays basque ( Espagne)
- Université de Leeds ( Royaume-Uni, 2008)[26]
- Université catholique de Louvain ( Belgique, 8 octobre 2008)[27]
- Université de New York ( États-Unis, 13 mai 2009)[28]
- Université autonome de Barcelone ( Espagne, juillet 2009)[29]
- Université Bar-Ilan ( Israël, 23 mai 2012)[30]
- Université de Montréal en Sciences ( Canada, 2013)[31]
- Trinity College (Dublin) ( Irlande, 12 décembre 2013)[32]
- Université technique de Rhénanie-Westphalie à Aix-la-Chapelle ( Allemagne, avril 2014)[33]
- Université de Saragosse ( Espagne, 27 avril 2016)[34]

Le 5 octobre 2023, sa ville natale Carcassonne, a inauguré de son nom, en sa présence et celle de la ministre et physicienne Sylvie Retailleau, la nouvelle antenne de l'IUT située dans les locaux de l'ancien lycée impérial.

## Pour approfondir